# Jelmstorf
Jelmstorf település Németországban, azon belül Alsó-Szászország tartományban. Lakosainak száma 758 fő (2023. december 31.). Jelmstorf Altenmedingen és Bad Bevensen községekkel határos.

## Népesség
A település népességének változása:
| Lakosok száma | 760  | 770  | 778  | 750  | 750  | 758  |
|               | 2016 | 2017 | 2019 | 2021 | 2022 | 2023 |